# ガンドッグ (TRPG)
『ガンドッグ』 (GUNDOG) は、2004年に新紀元社から発売された近未来を舞台に銃撃戦を主体にしたテーブルトークRPGである。テーブルトークRPG専門誌『Role&Roll』上で企画されて出版された、初めての作品。作者は狩岡源／アークライト。

## 概要
国際的な再保険会社組合「ワイズ」がテロ対策のために雇った私兵「ガンドッグ」としてプレイヤーキャラクターはアクション映画風な事件に関わる。2版での「ガンドッグ」は基本的に民間軍事会社（PSC）所属者を指すが（「ワイズ」はPSCの管理・連絡機関の役割を持つ様になった）、サプリメント『バイト・ザ・バレット』を導入することにより私立探偵など都市のアウトロー全般をプレイすることが可能になる。
テロの多発する架空の近未来を舞台としているが、銃器や各国の基本設定は現実の世界に準拠している。
主な特徴としては、デュアルロールシステムを利用した複雑ではないがバリエーションに富んだ射撃ルールや、カーチェイスや爆弾解除など段階的成功をドラマチックに判定するターゲットレンジシステム（TRS）の採用が挙げられる。

## 製品一覧

### 第一版
キャラクタークラスはアサルト（突撃兵）、スナイパー（狙撃手）、スカウト（偵察兵）、デモリッション（爆発物処理兵）、コマンダー（指揮官）、パイロット（操縦手）、オペレーター（電子技術者）、メディック（衛生兵）の8つの中から一つをメインクラスとして、もう一つをサブクラスとして選択する。
サプリメント『ワイルドライフ』では、さらにグラップラー（格闘家）というクラスも追加されている。
ルールブック
ガンアクションTRPG ガンドッグ
基本ルールブック。2004年に新紀元社より発売。ISBN 978-4775302972
サプリメント
ガンドッグ・サプリメント01 ワイルドライフ
追加クラス「グラップラー」のための格闘ルールなど、いくらかの拡張ルールを搭載。2005年に新紀元社より発売。ISBN 978-4775303733
ガンドッグ・サプリメント02 バリアント
車輌やアイテムの追加が中心。2005年に新紀元社より発売。ISBN 978-4775304150
ガンドッグ・サプリメント2.5　エマージェンシー
サポート誌であるRole&Roll誌の記事をまとめたもの。2006年に新紀元社より発売。ISBN 978-4902175042
ガンドッグ・サプリメント03　スタンピード!!
ガンドッグのルールを用いて西部劇を楽しむためのサプリメント。2007年に新紀元社より発売。ISBN 978-4775305676
リプレイ
ガンドッグ・リプレイ ストレイ・ドッグ　
2005年にジャイブより発売。ISBN 978-4861761577
ガンドッグ・リプレイ マリオネット・ネメシス
2006年に新紀元社より発売。ISBN 978-4775304839

### 第二版
キャラクタークラスはアサルト（突撃兵）、スナイパー（狙撃手）、グラップラー（格闘家）、コマンダー（指揮官）、スカウト（偵察兵）、メカニック（工兵）、オペレーター（電子技術者）、メディック（衛生兵）、の8つの中から一つをメインクラスとして、もう一つをサブクラスとして選択する。
サプリメント『バイト・ザ・バレット』では、ガンファイター（ガンマン）、ホーリー（聖職者）、ハイローラー（芸術家）、ネゴシエーター（交渉人）の4クラスが追加された。また、リプレイ『アゲインスト・ジェノサイド』では、敵対するガンドッグである「ブラック・ボロサス」の設定が追加された（旧版でもリプレイ『マリオネット・ネメシス』に登場している）。
ルールブック
ガンアクションTRPG ガンドッグゼロ
第二版ルールに改訂された基本ルールブック。2008年に新紀元社より発売。ISBN 978-4775306130
ガンドッグゼロ・サプリメント バイト・ザ・バレット　
2009年に新紀元社より発売。ISBN 978-4775306642
ガンドッグ・リヴァイズド
2014年に新紀元社より発売。第二版ルールブックの改訂版に当たる。ISBN 978-4775313237
ガンドッグ・リヴァイズド サプリメント バイト・ザ・バレット リヴァイズド
2016年に新紀元社より発売。『バイト・ザ・バレット』の改訂版に当たる。ISBN 978-4775314708
リプレイ
ガンドッグゼロ・リプレイ アゲインスト・ジェノサイド　
2009年に新紀元社より発売。ISBN 978-4775307144
ガンドッグゼロ・リプレイ ハーフ・ボイルド・ディテクティブ
2010年にアークライトより発売。『バイト・ザ・バレット』で設定された東南アジアの都市「ランタウバライ」を舞台にしている。ISBN 978-4-902175-05-9
ガンドッグゼロ・リプレイ ハイ・スクール、ダイ・ハード
2012年に新紀元社より発売。従来のリプレイとは異なり日本の高校生を主人公としている。ISBN 978-4775310670
ガンドッグ・リヴァイズド　リプレイ 雪風水滸伝　死闘編
2016年に新紀元社より発売。"無国籍アクション映画"をテーマに、破天荒なシナリオが組まれている。　ISBN 978-4775314234
ガンドッグ・リヴァイズド　リプレイ 雪風水滸伝　覇道編
2016年に新紀元社より発売。死闘編の続編。　ISBN 978-4775314241

## 著者

### 作家
- 狩岡源
- 岡和田晃
- 柳田真坂樹
- アークライト

### イラストレーター
- Wolfina
- 卍勇
- ファントム
- 一文字蛍